# Vireó de Filadèlfia
El vireó de Filadèlfia (Vireo philadelphicus) és una espècie d'ocell de la família dels vireònids (Vireonidae) que cria als boscos, matolls i medi urbà del sud del Canadà i algunes zones limítrofes dels Estats Units, passant l'hivern en Amèrica Central.